# پاتریک کوری
پاتریک کوری (انگلیسی: Patrick Curry; ۱۹۵۱ (۷۳–۷۴ سال) – ) دانشور، مؤلف کانادایی است. او بیشتر بابت پژوهش آثار تالکین شناخته شده است.